# Cryptobiosella tridens
Cryptobiosella tridens är en nattsländeart som beskrevs av Henderson 1983. Cryptobiosella tridens ingår i släktet Cryptobiosella och familjen stengömmenattsländor. Inga underarter finns listade i Catalogue of Life.